# Bilderstöckchen

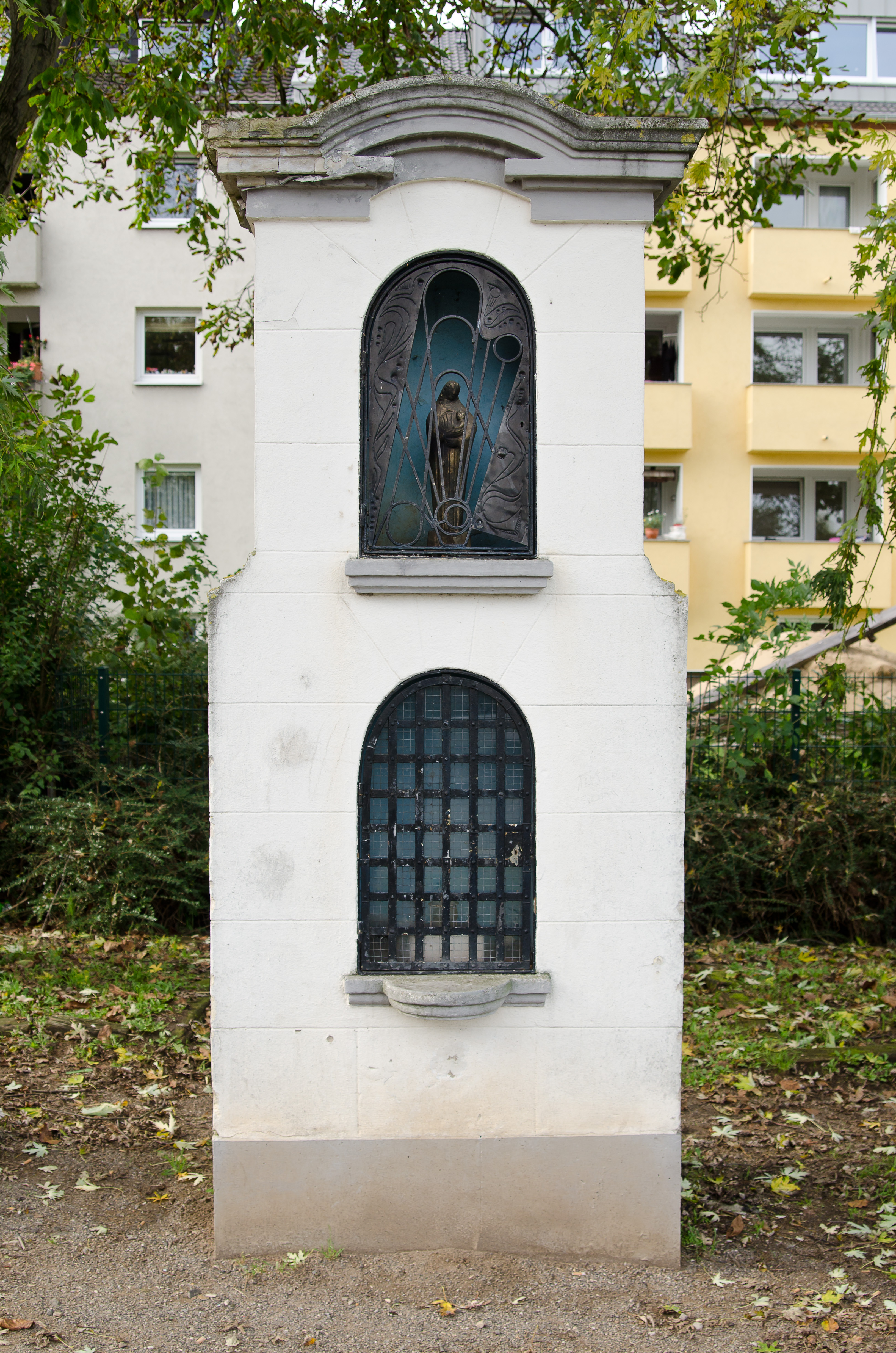
Kleindenkmal (Bildstock), Am Bilderstöckchen/Longericher Straße

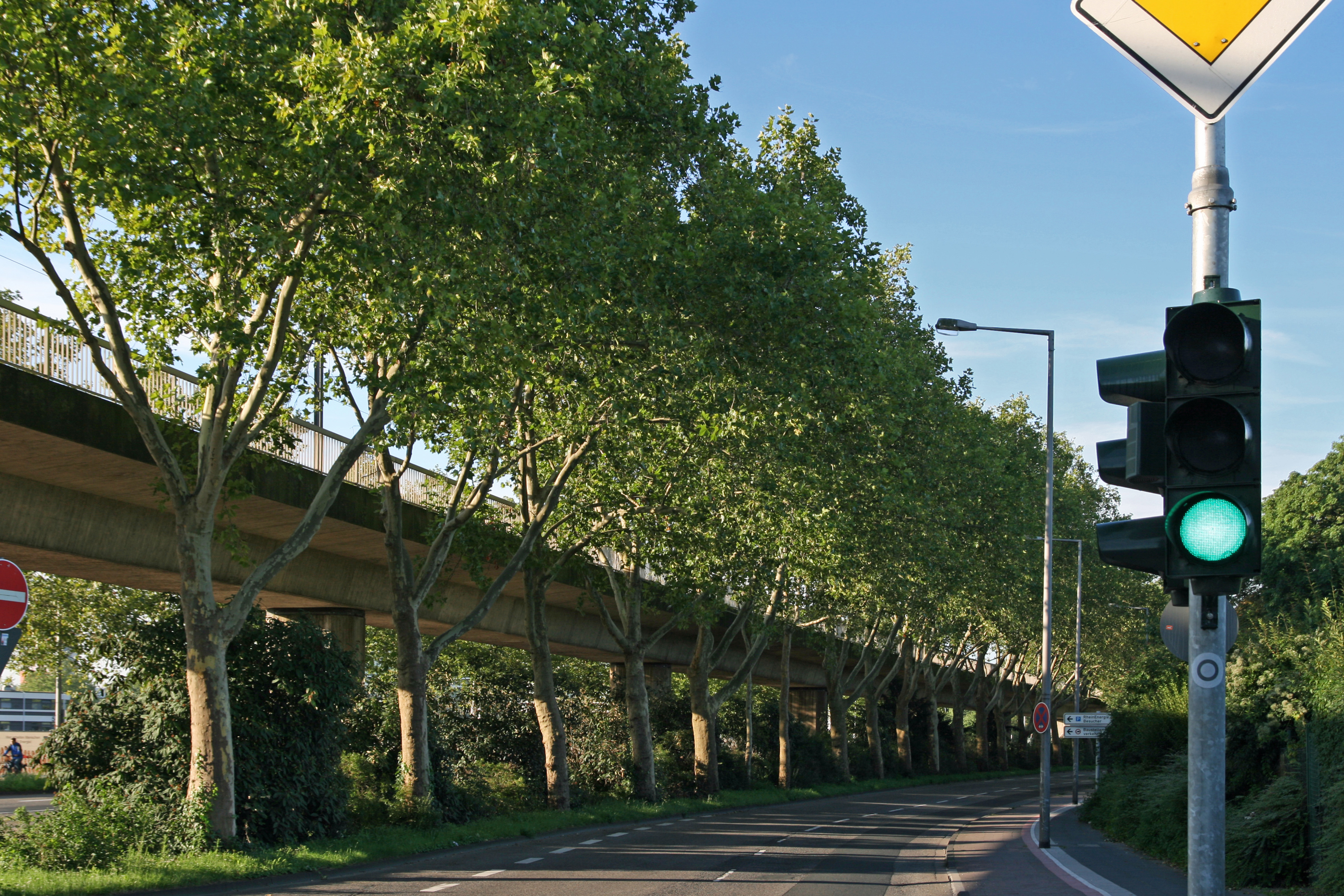
Die Hochbahn der Gürtelstrecke am Parkgürtel

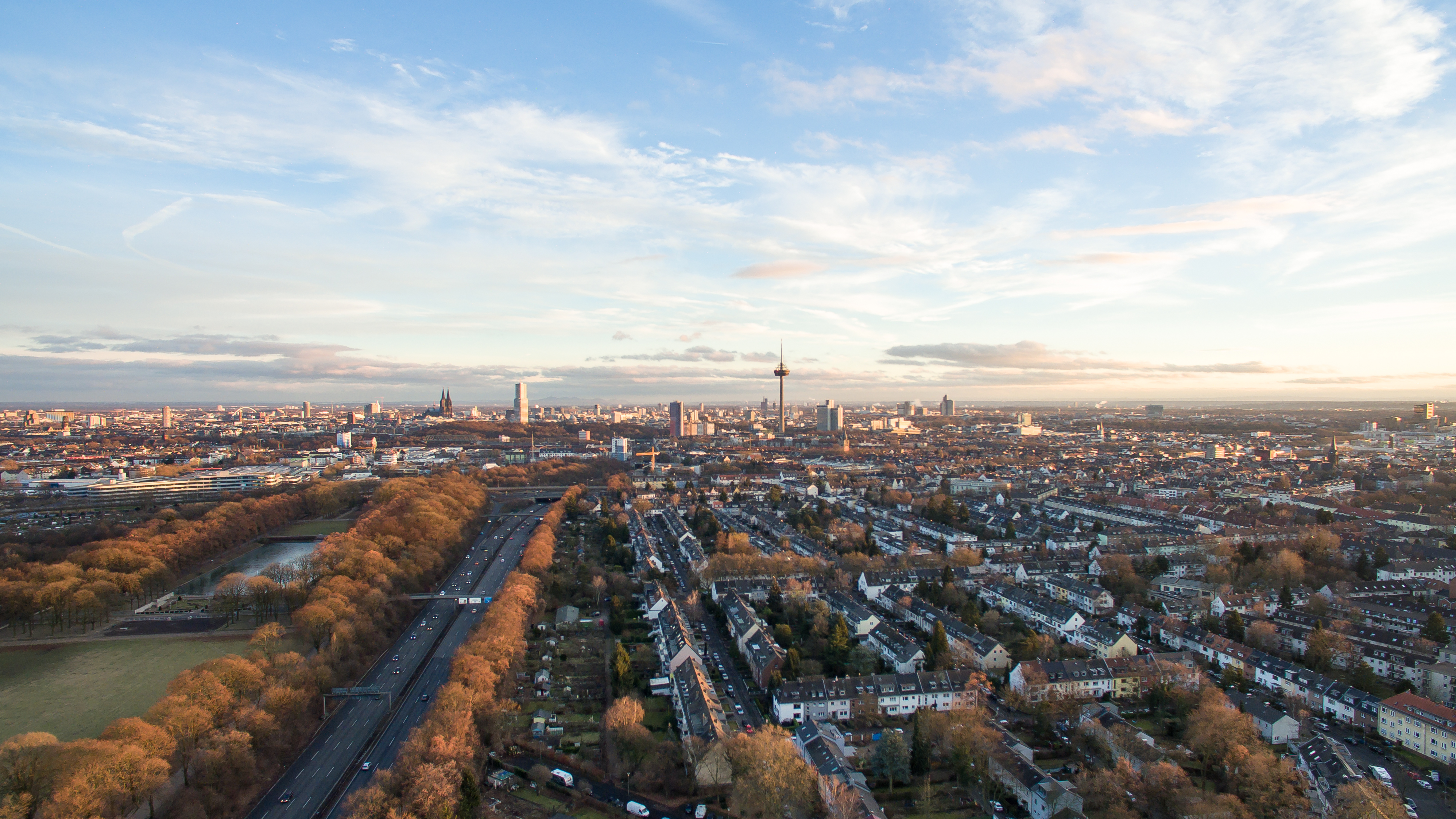
Links: Der Blücherpark, Mitte: Die Bundesautobahn 57

Bilderstöckchen ist ein Stadtteil im Norden von Köln im Stadtbezirk Nippes.

## Lage
Der Stadtteil ist 376 Hektar groß und befindet sich zwischen einem Bahndamm, dem stillgelegten Rangierbahnhof Köln-Nippes, dem zum Nippeser Stadtbezirk gehörenden Blücherpark, Kiesgruben und der Bundesautobahn 57. In der Nähe befindet sich der Haltepunkt Geldernstraße/Parkgürtel der Deutschen Bahn und des Verkehrsverbundes Rhein-Sieg. Unterirdisch befindet sich der U-Bahnhof der Kölner Verkehrs-Betriebe.

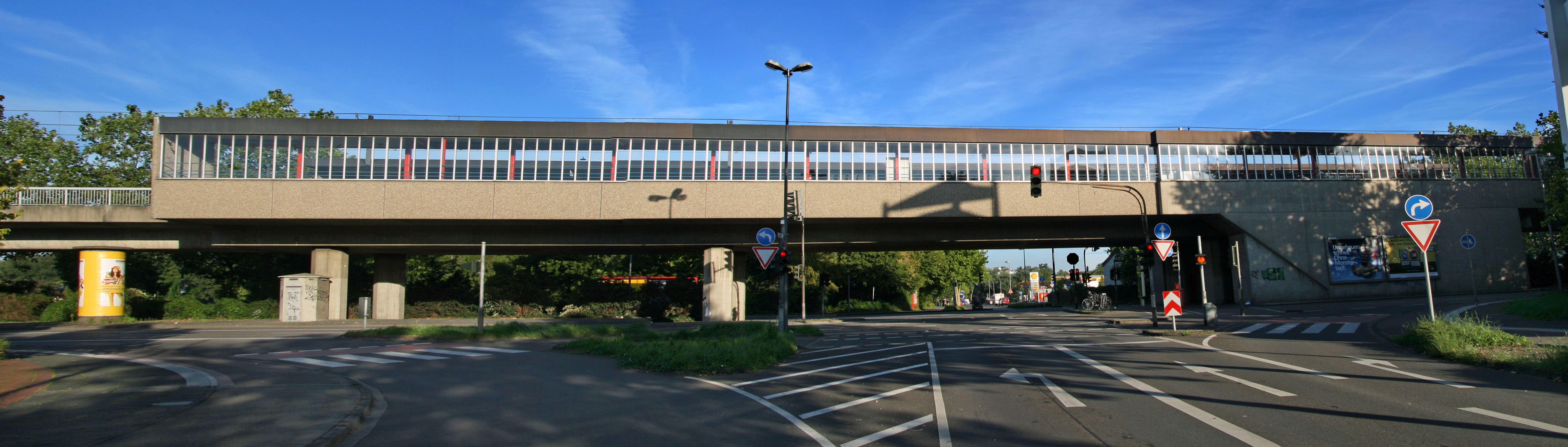
Stadtbahnstation Escher Straße

Nach Norden schließt sich heute ein neues Gewerbegebiet zwischen Longericher Straße und Robert-Perthel-Straße an. 

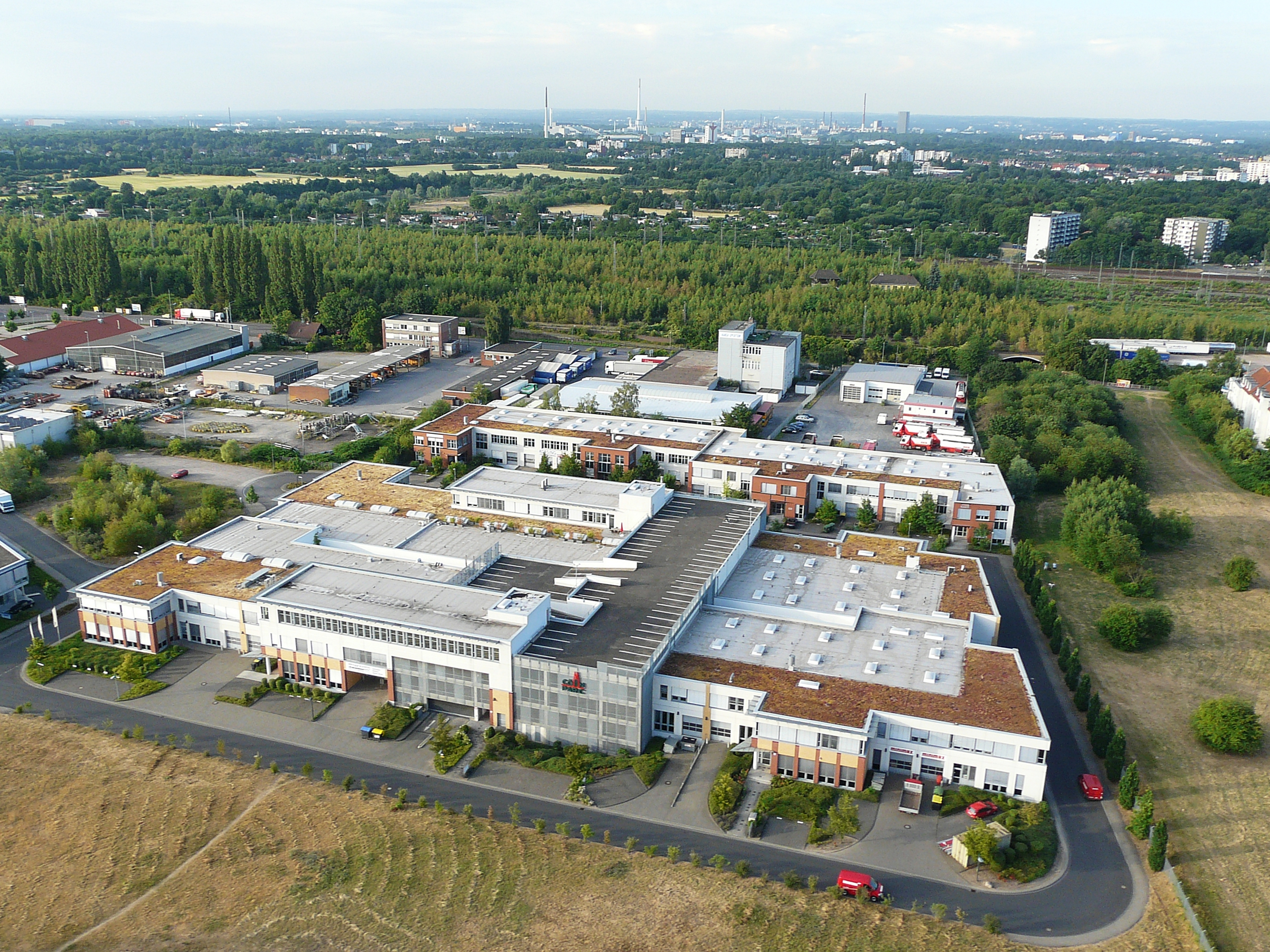
Gewerbegebiet am Cölln Parc

## Geschichte
Der Name Bilderstöckchen kommt von einem Bilderstock oder Heiligenhäuschen, das als Grenzmarke urkundlich erstmals 1556 erwähnt wurde und dem Stadtteil seinen Namen gab. Als 1860 dieser Bilderstock erneuert wurde, war hier noch offene Feldflur. Mit dem Bau des Bahnhofs Nippes im Jahre 1898 und des Schlachthofes entstanden an der heutigen Escher Straße die ersten Wohnhäuser. Durch die Nippeser Bau- und Spargenossenschaft erfolgte der Bau von Häusern an der Nievenheimer Straße in der Nähe des Nippeser Friedhofs. 1903 wurde eine Schule an der heutigen Osterather Straße errichtet, die vor ihrer Umbenennung Ossendorfer Straße hieß. Dieser heute zu Bilderstöckchen gehörende Teil zählte einst zum Vorort Nippes. Mit dem Bau eines Artilleriedepots im Jahre 1909 stagnierte zunächst der Bau von Bilderstöckchen. In den 1920er Jahren wurden einige wenige Mietshäuser gebaut. 1924 errichtete die Milchversorgung Köln GmbH einen zentralen Milchhof an der Geldernstraße 46, der ab 1965 von der Milchversorgung Rheinland weiter ausgebaut wurde (Betreiber zurzeit: FrieslandCampina Germany). Als in den 1930er Jahren die Stadt Köln das ehemalige militärische Gebiet besaß, wurde mit Hilfe der Siedlungsgesellschaft Am Bilderstöckchen und verschiedener katholischer Organisationen zunächst ein Umbau der Depothallen in Wohnungen durchgeführt. Als erstes Mietwohnungsgebäude der Siedlungsgesellschaft wurden 1937 die zehn jeweils 150 Meter langen Hallenbauten in Reihenhäuser umgebaut.

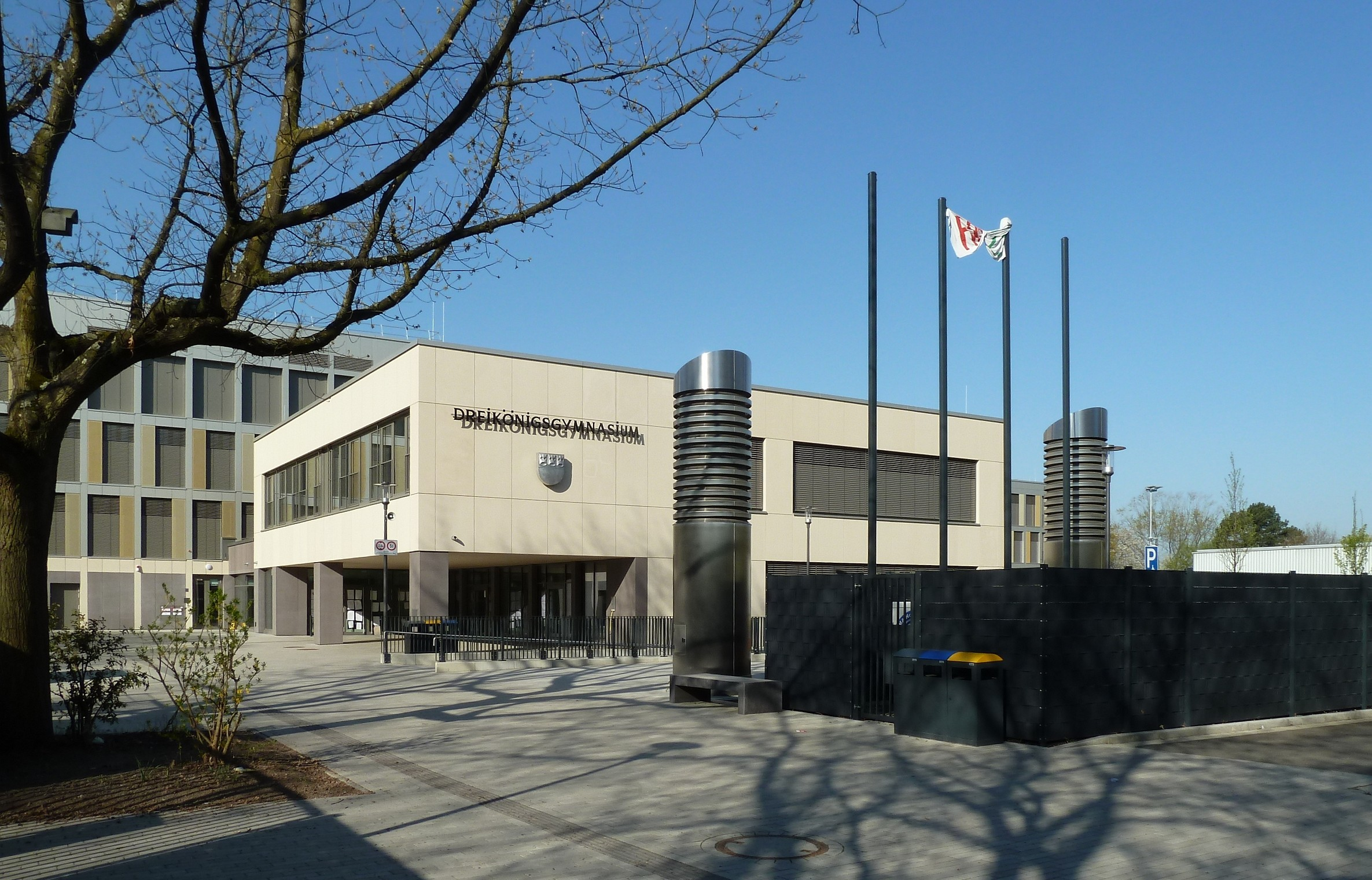
Das Dreikönigsgymnasium (2025) nach Neubau und Renovierung

Grundschule Osterrather Straße

Nach dem Umzug seit 1977 befindet sich das Dreikönigsgymnasium an der Escher Straße 247.
Neben dem Familienzentrum Bilderstöckchen und der Gemeinschaftshauptschule Bilderstöckchen an der Reutlinger Straße gibt es die KGS und GGS Alzeyer Straße und die GGS Osterather Straße.

## Kultur und Freizeit
Der Blücherpark entstand zwischen 1910 und 1913 als einer der ersten Volksparks in Köln. Zunächst war er an Neuehrenfeld angebunden und zählt zu einem wichtigen Erholungsraum.

### Bauten
- Heckhof, errichtet 1850–1860
- Wegekreuz, befindet sich am Heckhof, errichtet 1860
- Bildstock um 1860
- Gedenkkreuz, an der Longericher Straße, errichtet 1717

(Das Kreuz befindet sich eigentlich in Longerich und wurde von Unbekannten zerstört. Sichtbar ist nur noch ein Rest des Schaftes. Früher hat das Kreuz weit abgelegen von den Ortschaften im Feld gestanden. 1910 wurde es im Bahndamm in Bilderstöckchen eingebaut. Vor Jahren wurde es am Dädalusring im Park aufgestellt. Dort war bei der Fronleichnamsprozession gelegentlich ein Segenaltar. Die nur noch zum Teil lesbare Inschrift des Kreuzes aus Trachyt berichtet, dass Matheis Schramm am 21. August 1717 nachts um 11 Uhr starb)
- evangelische Nathanaelkirche von 1965

(Diese Liste ist nicht abschließend und nennt nur einige bedeutende Bauten, die derzeit im Denkmälerverzeichnis der Stadt Köln verzeichnet sind bzw. stadtteilweit bekannt sind)

## Bevölkerungsstruktur
Struktur der Bevölkerung von Köln-Bilderstöckchen (2021):
- Durchschnittsalter der Bevölkerung: 40,2 Jahre (Kölner Durchschnitt: 41,4 Jahre)
- Ausländeranteil: 28,3 % (Kölner Durchschnitt: 19,3 %)
- Arbeitslosenquote: 11,3 % (Kölner Durchschnitt: 8,6 %)

## Kirchen und Gemeinden

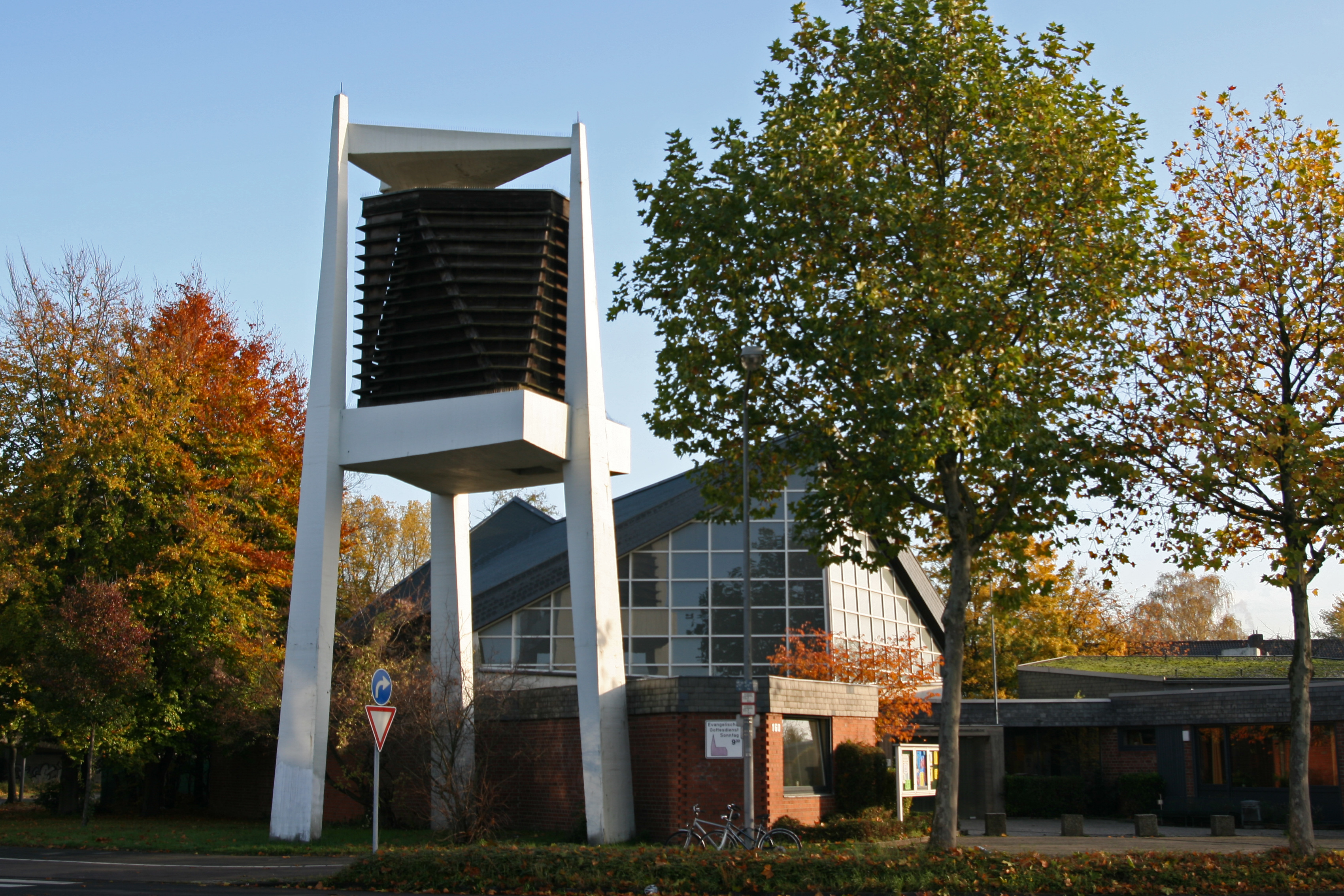
Nathanaelkirche

### Katholische Kirchengemeinden
- Heiliger Franz von Assisi, Pfarrkirche der gleichnamigen Gemeinde mit den Kirchen St. Franziskus, St. Joseph und bis 2016 auch St. Monika im Dekanat Nippes

### Evangelische Kirchen
- Nathanael-Kirchengemeinde

### Evangelische Freikirchen

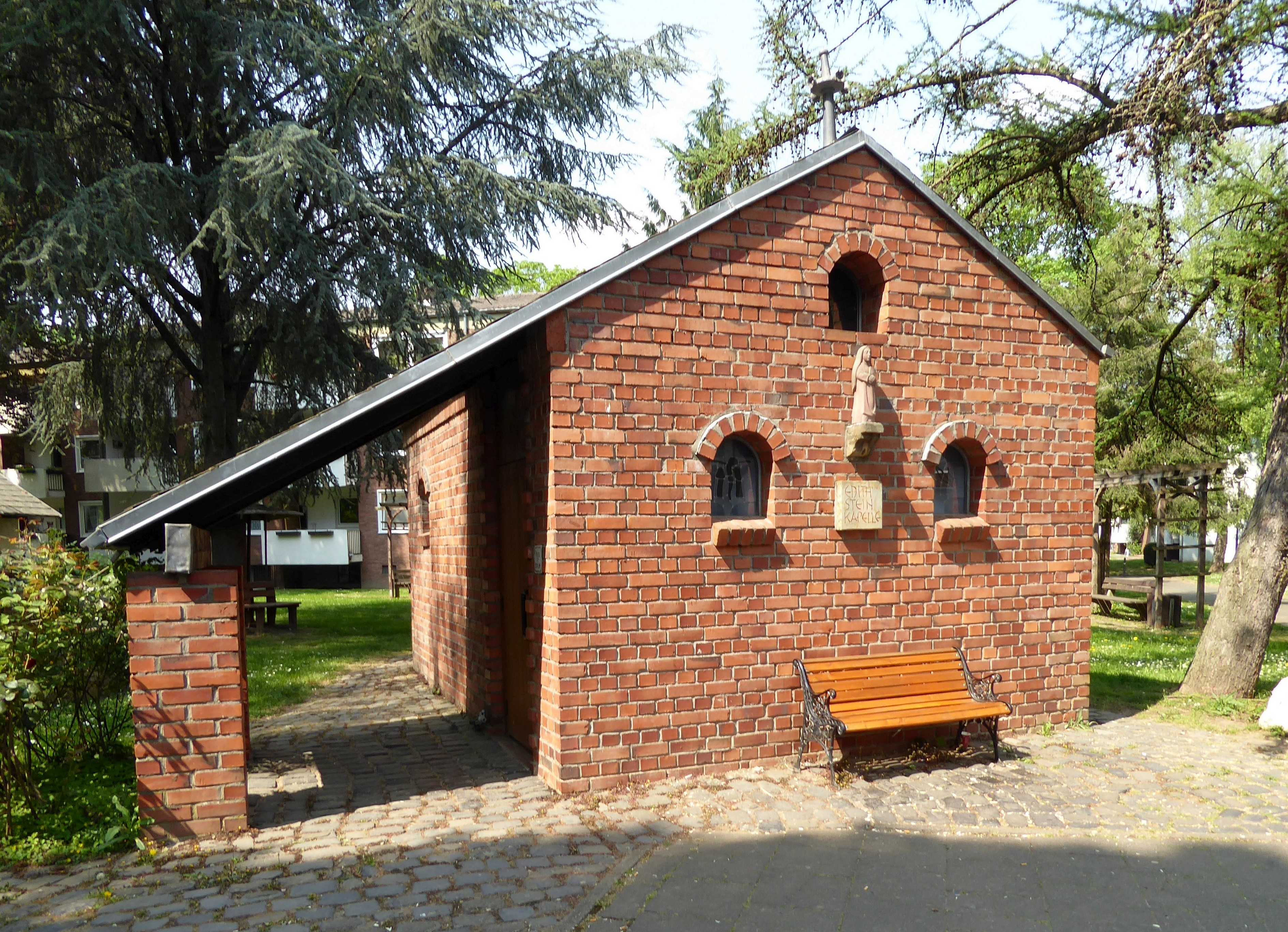
Edith-Stein-Kapelle (2016)

- Lebenswert-Stadtkirche

### Kapellen
- Edith-Stein-Kapelle

## Persönlichkeiten
- Ernst Fresdorf, Liegenschaftsdezernent 1932/33 und 1950–54, Nachfolger des langjährigen Dezernenten Bruno Matzerath

## Belege
1. ↑  Kölner Stadtteilinformationen. Stadt Köln, Amt für Stadtentwicklung und Statistik, abgerufen am 5. Januar 2023.